# Kunimitsu Takahashi
Kunimitsu Takahashi (n. 29 ianuarie 1940, Koganei, Japonia – d. 16 martie 2022) a fost un pilot de Formula 1. De-a lungul carierei a luat startul în 1 cursă, niciuna din pole-position. Nu a câștigat nicio cursă și nu a terminat niciodată pe podium, acumulând 0 puncte în întreaga activitate ca pilot de Formula 1.